# Las manos
Las manos és una pel·lícula argentina-italiana dramàtica que va ser estrenada el 10 d'agost de 2006 dirigida per Alejandro Doria i protagonitzada per Jorge Marrale, Graciela Borges i Duilio Marzio. Va ser l'última pel·lícula de Doria, qui va morir en 2009. Va obtenir el Goya a la millor pel·lícula estrangera de parla hispana.

## Sinopsi
Pel·lícula inspirada en la vida del sacerdot Mario Pantaleo, nascut a Itàlia i portat de nen a l'Argentina, que es va dedicar als pobres i als malalts que necessitaven paraules de consol i els qui creien que amb les seves mans podia diagnosticar i sanar.

## Repartiment
- Jorge Marrale - Mario Pantaleo
- Graciela Borges - Perla
- Duilio Marzio - Monsenyor Alessandri
- Esteban Pérez
- Belén Blanco - Silvia
- Carlos Portaluppi - Padre Giacomino
- María Socas
- Juan Carlos Gené
- Liana Lombard
- Néstor Ducó

## Comentaris
Adolfo C. Martínez a La Nación va opinar:
| « | «Doria es va decidir per la senzillesa de la seva posada en escena i pel càlid àmbit que va envoltar al protagonista ….va aconseguir, a través d'una impecable direcció d'art, d'una excel·lent música i d'una notable fotografia conformar aquesta existència sempre disposada a la permanent ajuda als altres….notable labor de Jorge Marrale que compon amb enorme exactitud a aquest pare Mario de somriure bondadós i de paraules simples, i l'impecable treball de Graciela Borges, com a Perla, la dona que va secundar al sacerdot en el seu llarg pelegrinatge dins d'un micromon poblat de candor i de lluites quotidianes.» | » |

## Premis
Als Premis de l'Asociación de Críticos de Cine de Argentina va guanyar el premi al millor disseny de vestuari, i estava nominada als de millor actor principal, secundari i novell, actriu principal i secundari, direcció artística, director, pel·lícula i director original.